# Campionats del món de ciclisme de muntanya
Els Campionats del món de ciclisme de muntanya són la màxima competició internacional de ciclisme de muntanya. Els organitza la Unió Ciclista Internacional, i els vencedors són premiats amb medalla d'or i el dret a portar el mallot Arc de Sant Martí durant un any en futurs esdeveniments de la mateixa disciplina. Al contrari que amb altres competicions de l'UCI, els campionats del món els disputen equips estatals, no pas equips comercials. Les curses s'organitzen normalment cap al final de la temporada esportiva.
El primer campionat se celebrà a Durango (EUA) el 1990, consistent només en proves de camp a través i descens.
El trial s'hi va incloure el 2000, encara que ja es disputava un campionat del món des del 1992 i el campionats passaren a anomenar-se Campionats del món de ciclisme de muntanya i trial. El Dual slalom s'hi afegí el 2000 però se substituí pel Four cross el 2002. El 1999 s'hi afegí una prova de relleus per equips.
La Marató de ciclisme de muntanya fou inclosa a l'edició del 2003 a Lugano, però d'ençà del 2004 s'instaurà un campionat del món separat específic per a aquesta disciplina.
Al 2017 els Campionats de Trial i els de Camp a través per eliminació es van separar, i van passar als creats de nou Campionats del món de ciclisme urbà.

## Edicions
| Any  | País         | Lloc             |
| ---- | ------------ | ---------------- |
| 1990 | Estats Units | Durango          |
| 1991 | Itàlia       | Barga            |
| 1992 | Canadà       | Bromont          |
| 1993 | França       | Métabief         |
| 1994 | Estats Units | Vail             |
| 1995 | Alemanya     | Kirchzarten      |
| 1996 | Austràlia    | Cairns           |
| 1997 | Suïssa       | Château-d'Oex    |
| 1998 | Canadà       | Mont Sainte-Anne |
| 1999 | Suècia       | Åre              |
| 2000 | Espanya      | Sierra Nevada    |
| 2001 | Estats Units | Vail             |

| Any  | País         | Lloc               |
| ---- | ------------ | ------------------ |
| 2002 | Àustria      | Kaprun             |
| 2003 | Suïssa       | Lugano             |
| 2004 | França       | Les Gets           |
| 2005 | Itàlia       | Livigno            |
| 2006 | Nova Zelanda | Rotorua            |
| 2007 | Escòcia      | Fort William       |
| 2008 | Itàlia       | Val di Sole        |
| 2009 | Austràlia    | Canberra           |
| 2010 | Canadà       | Mont Sainte-Anne   |
| 2011 | Suïssa       | Champéry           |
| 2012 | Àustria      | Leogang-Saalfelden |
| 2013 | Sud-àfrica   | Pietermaritzburg   |

| Any  | País             | Lloc                             |
| ---- | ---------------- | -------------------------------- |
| 2014 | Noruega          | Lillehammer-Hafjell              |
| 2015 | Andorra          | Vallnord                         |
| 2016 | Txèquia · Itàlia | Nové Město na Moravě Val di Sole |
| 2017 | Austràlia        | Cairns                           |
| 2018 | Suïssa           | Lenzerheide                      |

## Proves actuals

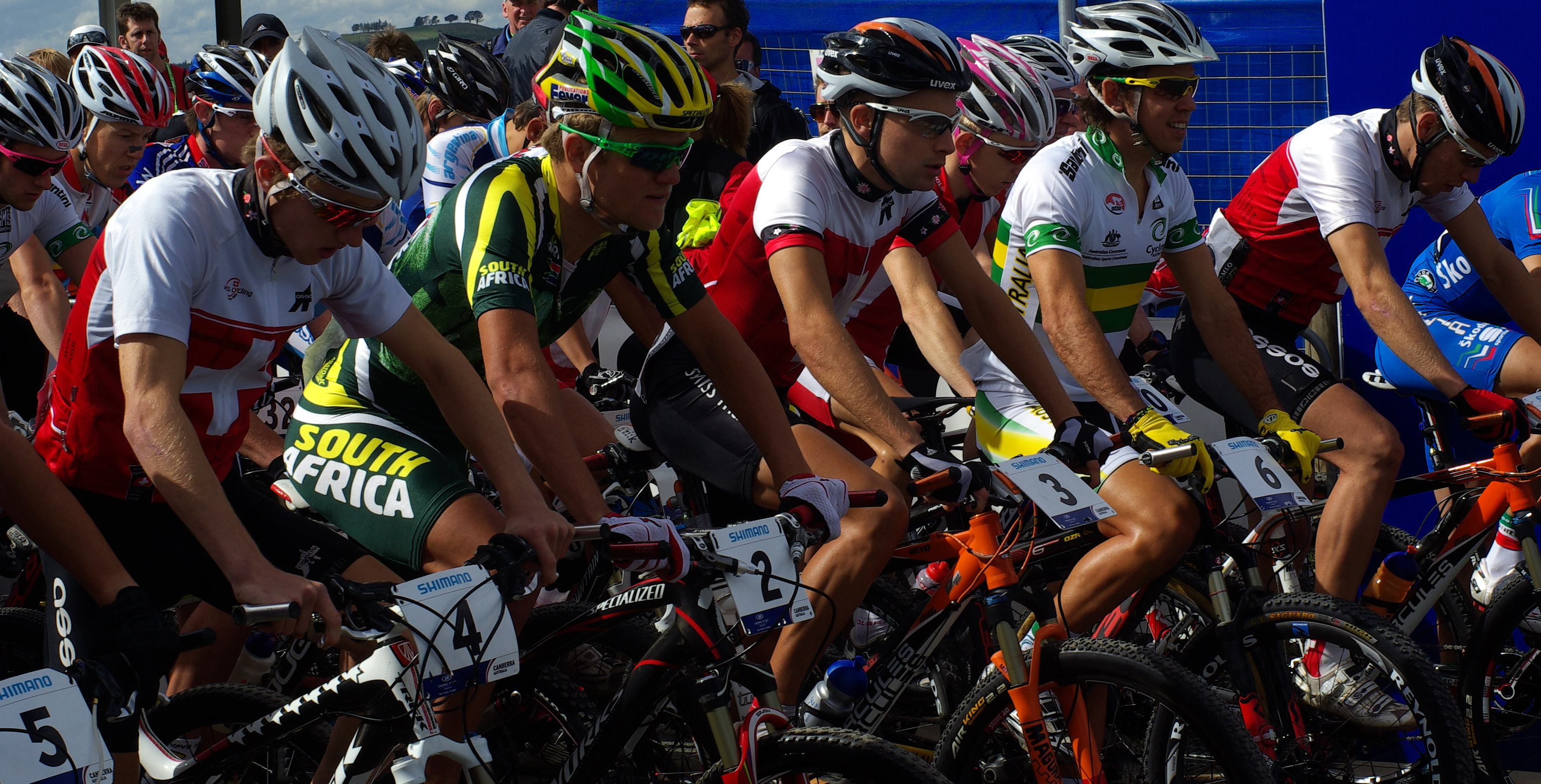
Moments previs a la sortida de la prova masculina de camp a través sub-23 a la final dels mundials del 2009 a Canberra, Austràlia.

- Camp a través (Cross-country - XC)
  - Prova masculina (1990-)
  - Prova femenina (1990-)
  - Prova masculina sub-23 (1996-)
  - Prova femenina sub-23 (2006-)
  - Prova masculina júnior (1996-)
  - Prova femenina júnior (1996-)
  - Prova per relleus (1999-)
- Descens (Downhill -DH)
  - Prova masculina (1990-)
  - Prova femenina (1990-)
  - Prova masculina júnior (1990-)
  - Prova femenina júnior (1991-)
- Four Cross (4X)
  - Prova masculina (2002-)
  - Prova femenina (2002-)

## Proves anteriors
- Dual Slalom (desapareguda)
  - Prova masculina (2000-2001)
  - Prova femenina (2000-2001)
- Campionats del món de ciclisme de muntanya en marató (2003) (Campionat propi a partir del 2004)
- Camp a través per eliminació (Cross-country eliminator - XCE) (Passen als Campionats del món de ciclisme urbà)
  - Prova masculina (2012-2016)
  - Prova femenina (2012-2016)
- Trial (Passen als Campionats del món de ciclisme urbà)
  - Prova masculina - 20 polçades (1992-2016)
  - Prova masculina - 26 polçades (1995-2016)
  - Prova femenina (2001-2016)
  - Prova masculina júnior - 20 polçades (1992-2016)
  - Prova masculina júnior - 26 polçades (1995-2016)
  - Prova per equips (1992-2016)